# 图尔宾
图尔宾是奥地利下奥地利州图尔恩县的一个市镇。总面积18.36平方公里，总人口2700人，人口密度147.1人/平方公里（2005年）。